# (6589) Jankovich
(6589) Jankovich est un astéroïde de la ceinture principale.

## Description
(6589) Jankovich est un astéroïde de la ceinture principale. Il fut découvert le 19 septembre 1985 à Nauchnyj par Nikolaï Tchernykh et Lioudmila Tchernykh. Il présente une orbite caractérisée par un demi-grand axe de 2,27 UA, une excentricité de 0,19 et une inclinaison de 5,3° par rapport à l'écliptique.

## Compléments